# هال رودرا
هال رودرا (به انگلیسی: HAL Rudra) یک بالگرد ساختِ کارخانهٔ هیندوستان آیروناتیکس در کشور هند است. نخستین استفاده‌کنندهٔ این هواگرد ارتش هند بوده‌است. این هواگرد برای نخستین بار در ۱۶ اوت ۲۰۰۷ میلادی مورد استفاده قرار گرفت.